# Diego Benaglio
Diego Orlando Benaglio (n. 8 septembrie 1983 în Zürich) este un fotbalist elvețian liber de contract, care joacă pe post de portar. Pe plan internațional, are prezențe la națională pentru Elveția, Elveția U21⁠(d), Elveția U23⁠(d), Elveția U19⁠(d), Elveția U20⁠(d) și Elveția⁠(d).

## Palmares
- Liga Elvețiană: 2000–2001
- Bundesliga: 2008–2009